# Akademia Polskiego Filmu
Akademia Polskiego Filmu – dwuletni kurs dotyczący historii polskich filmów fabularnych, realizowany przez Polski Instytut Sztuki Filmowej.
Akademia Polskiego Filmu ruszyła w październiku 2009 w Warszawie. Zajęcia odbywają się też w innych miastach: Łodzi (luty 2010), Kielcach (październik 2010) i Krakowie (październik 2011), Wrocławiu (październik 2012), Gliwicach (październik 2014) i Tychach (październik 2014).
Kurs jest skierowany do studentów i osób, które chciałyby uzupełnić swoją wiedzę na temat historii polskich filmów fabularnych. Wykłady Akademii Polskiego Filmu mają poziom akademicki i są uznawane, jako zajęcia fakultatywne, przez wybrane uczelnie w Warszawie, Łodzi, Krakowie, Kielcach i Wrocławiu.

## Program zajęć
Program Akademii Polskiego Filmu składa się z 96 polskich filmów fabularnych zrealizowanych w latach 1908–1999, które są pokazywane i omawiane podczas zajęć, odbywających się raz w tygodniu przez cztery semestry.
Pierwszy semestr (1908–1959)
1. Pruska kultura
2. Mogiła nieznanego żołnierza,  reż. Ryszard Ordyński
3. Mocny człowiek, reż. Henryk Szaro
4. Młody las, reż. Józef Lejtes
5. Jadzia reż. Mieczysław Krawicz
6. Dziewczęta z Nowolipek, reż. Józef Lejtes
7. Dybuk, reż. Michał Waszyński
8. Strachy, reż. Eugeniusz Cękalski, Karol Szołowski
9. Paweł i Gaweł, reż. Mieczysław Krawicz
10. Zakazane piosenki, reż. Leonard Buczkowski
11. Ostatni etap, reż. Wanda Jakubowska
12. Przygoda na Mariensztacie, reż. Leonard Buczkowski
13. Celuloza, reż. Jerzy Kawalerowicz
14. Godziny nadziei, reż. Jan Rybkowski
15. Człowiek na torze, reż. Andrzej Munk
16. Zimowy zmierzch, reż. Stanisław Lenartowicz
17. Zagubione uczucia, reż. Jerzy Zarzycki
18. Kanał, reż. Andrzej Wajda
19. Eroica, reż. Andrzej Munk
20. Popiół i diament, reż. Andrzej Wajda
21. Krzyż Walecznych, reż. Kazimierz Kutz
22. Ostatni dzień lata, reż. Tadeusz Konwicki, Tadeusz Laskowski
23. Baza ludzi umarłych, reż. Czesław Petelski
24. Pożegnania, reż. Wojciech Jerzy Has
25. Pociąg, reż. Jerzy Kawalerowicz
Drugi semestr (1959–1971)
26. Do widzenia, do jutra, reż. Janusz Morgenstern
27. Niewinni czarodzieje, reż. Andrzej Wajda
28. Matka Joanna od Aniołów, reż. Jerzy Kawalerowicz
29. Nikt nie woła, reż. Kazimierz Kutz
30. Zezowate szczęście, reż. Andrzej Munk
31. Nóż w wodzie, reż. Roman Polański
32. Świadectwo urodzenia, reż. Stanisław Różewicz
33. Pasażerka, reż. Andrzej Munk
34. Jak być kochaną, reż. Wojciech Jerzy Has
35. Rękopis znaleziony w Saragossie, reż. Wojciech Jerzy Has
36. Rysopis, reż. Jerzy Skolimowski
37. Salto, reż. Tadeusz Konwicki
38. Faraon, reż. Jerzy Kawalerowicz
39. Słońce wschodzi raz na dzień, reż. Henryk Kluba
40. Sami swoi, reż. Sylwester Chęciński
41. Ręce do góry, reż. Jerzy Skolimowski
42. Żywot Mateusza, reż. Witold Leszczyński
43. Struktura kryształu, reż. Krzysztof Zanussi
44. Trąd, reż. Andrzej Trzos-Rastawiecki
45. Rejs, reż. Marek Piwowski
46. Hydrozagadka, reż. Andrzej Kondratiuk
47. Sól ziemi czarnej, reż. Kazimierz Kutz
48. Perła w koronie, reż. Kazimierz Kutz
Trzeci semestr (1971–1981)
49. Trzecia część nocy, reż. Andrzej Żuławski
50. Iluminacja, reż. Krzysztof Zanussi
51. Palec Boży, reż. Antoni Krauze
52. Na wylot, reż. Grzegorz Królikiewicz
53. Brzezina, reż Andrzej Wajda
54. Wesele, reż. Andrzej Wajda
55. Sanatorium pod Klepsydrą, reż. Wojciech Jerzy Has
56. Ziemia obiecana, reż. Andrzej Wajda
57. Zaklęte rewiry, reż. Janusz Majewski
58. Noce i dnie, reż. Jerzy Antczak
59. Człowiek z marmuru, reż. Andrzej Wajda
60. Wodzirej, reż. Feliks Falk
61. Indeks. Życie i twórczość Józefa M., reż. Janusz Kijowski
62. Amator, reż. Krzysztof Kieślowski
63. Szpital Przemienienia, reż. Edward Żebrowski
64. Aria dla atlety, reż. Filip Bajon
65. Paciorki jednego różańca, reż. Kazimierz Kutz
66. Panny z Wilka, reż. Andrzej Wajda
67. Ćma, reż. Tomasz Zygadło
68. Gorączka, reż. Agnieszka Holland
69. Miś, reż. Stanisław Bareja
70. Dreszcze, reż. Wojciech Marczewski
71. Przypadek, reż. Krzysztof Kieślowski
72. Vabank, reż. Juliusz Machulski
73. Wielki bieg, reż. Jerzy Domaradzki
Czwarty semestr (1991–1999)
74. Austeria, reż. Jerzy Kawalerowicz
75. Wojna światów – następne stulecie, reż. Piotr Szulkin
76. Krzyk, reż. Barbara Sass
77. Matka Królów, reż. Janusz Zaorski
78. Przesłuchanie, reż. Ryszard Bugajski
79. Kartka z podróży, reż. Waldemar Dziki
80. Nadzór, reż. Wiesław Saniewski
81. Seksmisja, reż. Juliusz Machulski
82. Wierna rzeka, reż. Tadeusz Chmielewski
83. Kobieta w kapeluszu, reż. Stanisław Różewicz
84. Kobieta z prowincji, reż. Andrzej Barański
85. Cudzoziemka, rez. Ryszard Ber
86. Zygfryd, reż. Andrzej Domalik
87. Kornblumenblau, reż. Leszek Wosiewicz
88. Ucieczka z kina „Wolność”, reż. Wojciech Marczewski
89. Jańcio Wodnik, reż. Jan Jakub Kolski
90. Przypadek Pekosińskiego, reż. Grzegorz Królikiewicz
91. Białe małżeństwo, reż. Magdalena Łazarkiewicz
92. Kolejność uczuć, reż. Radosław Piwowarski
93. Psy, reż. Władysław Pasikowski 
94. Gry uliczne, reż. Krzysztof Krauze
95. Historie miłosne, reż. Jerzy Stuhr
96. U Pana Boga za piecem, reż. Jacek Bromski
97. Dług, reż. Krzysztof Krauze
98. Wojaczek, reż. Lech J. Majewski

## Wykładowcy
Wykłady Akademii Polskiego Filmu prowadzą wykładowcy akademiccy z całej Polski m.in.: prof. Alicja Helman, prof. Tadeusz Lubelski, dr Mariola Dopartowa, dr hab. Barbara Gierszewska, prof. Małgorzata Hendrykowska, dr Iwona Kurz, dr Kamila Żyto, dr hab. Alina Madej, dr Marcin Maron, dr Konrad Klejsa, dr Jerzy Maśnicki, prof. Andrzej Werner, dr hab. Piotr Zwierzchowski, dr hab. Sławomir Bobowski, prof. Bogusław Bakuła, dr Monika Bator, mgr Jerzy Armata, dr Jadwiga Bocheńska-Kołodyńska, prof. Marek Hendrykowski, dr hab. Łucja Demby, dr hab. Janusz Detka, dr Sebastian Jagielski, dr Barbara Giza, dr hab. Tadeusz Szczepański.